# Бошастель
Бошасте́ль (фр. и окс. Beauchastel) — коммуна во Франции, находится в регионе Рона — Альпы. Департамент коммуны — Ардеш. Входит в состав кантона Ла-Вульт-сюр-Рон. Округ коммуны — Прива.
Код INSEE коммуны 07027.

## Население
Население коммуны на 2008 год составляло 1678 человек.
| 1962 | 1968 | 1975 | 1982 | 1990 | 1999 | 2008 |
| ---- | ---- | ---- | ---- | ---- | ---- | ---- |
| 1008 | 1064 | 1544 | 1614 | 1462 | 1565 | 1678 |

## Экономика
Основу экономики составляют туризм, разведение рыбы и производство электроэнергии (ГЭС на Роне).
В 2007 году среди 1038 человек в трудоспособном возрасте (15-64 лет) 761 были экономически активными, 277 — неактивными (показатель активности — 73,3 %, в 1999 году было 70,1 %). Из 761 активных работали 694 человека (372 мужчины и 322 женщины), безработных было 67 (30 мужчин и 37 женщин). Среди 277 неактивных 85 человек были учениками или студентами, 119 — пенсионерами, 73 были неактивными по другим причинам.

## Достопримечательности
- Средневековая деревня Bellum Castrum
- Руины замка XII века
- Церковь (1761 год)

## Фотогалерея

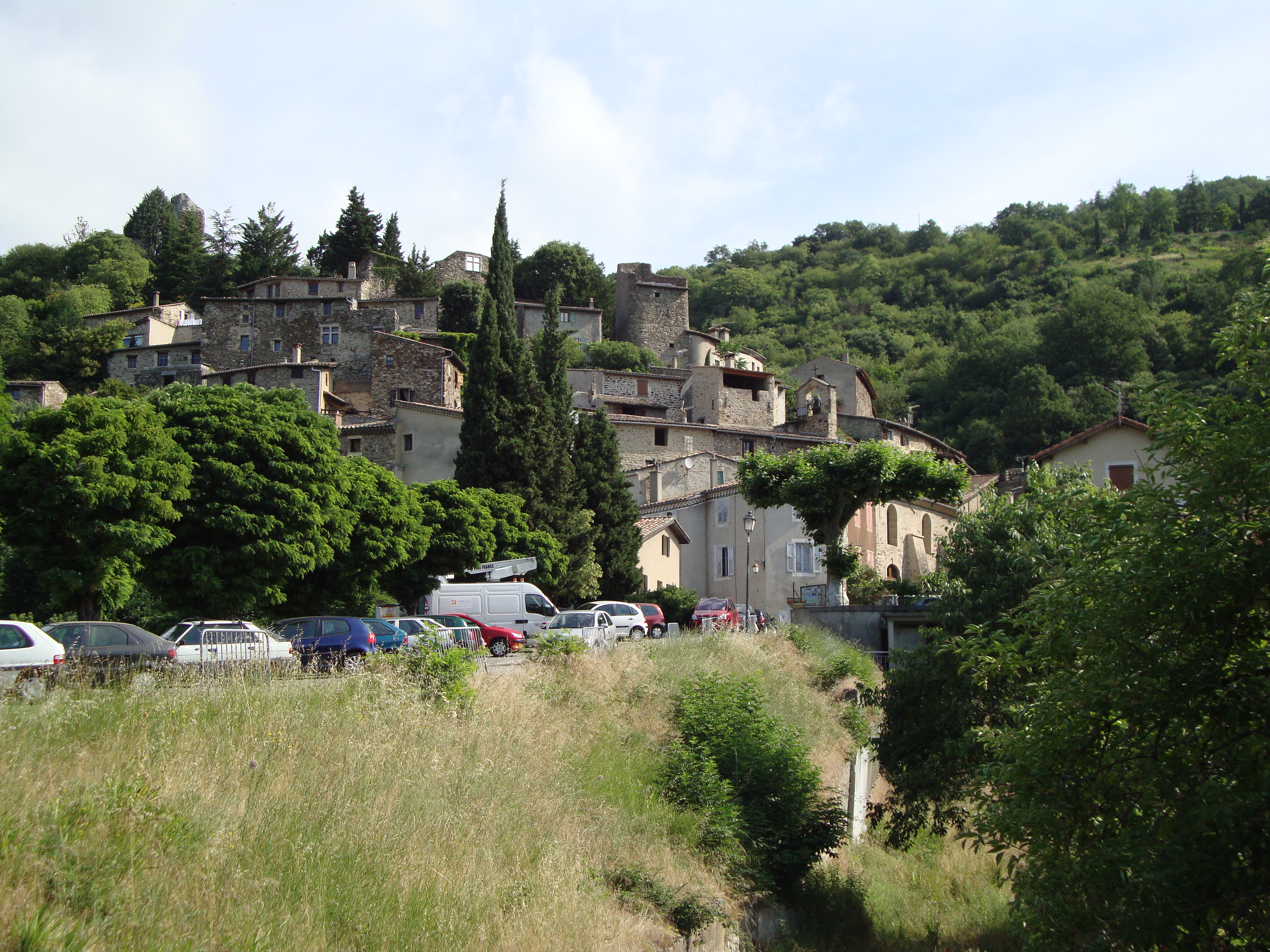
Бошастель
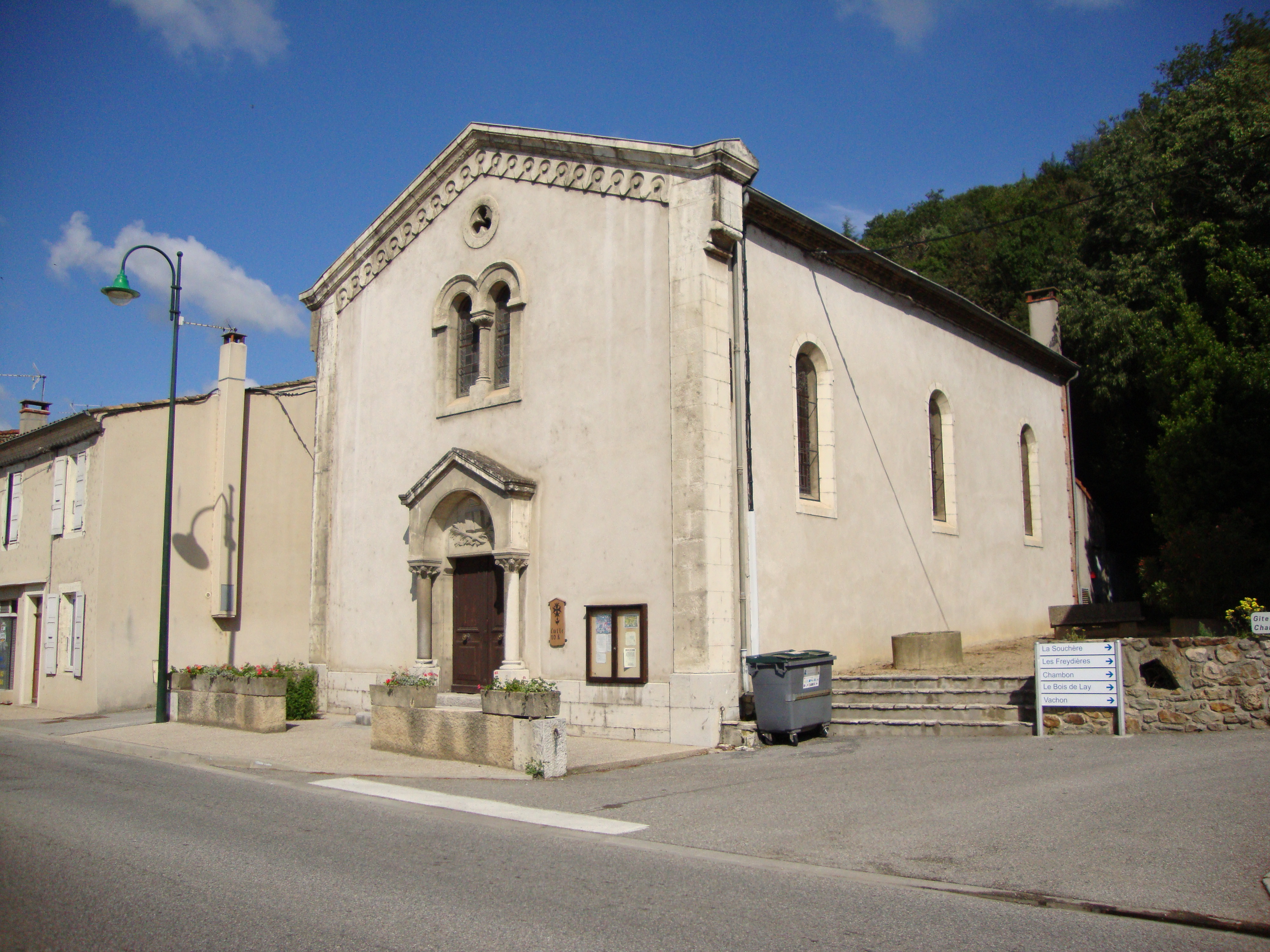
Церковь
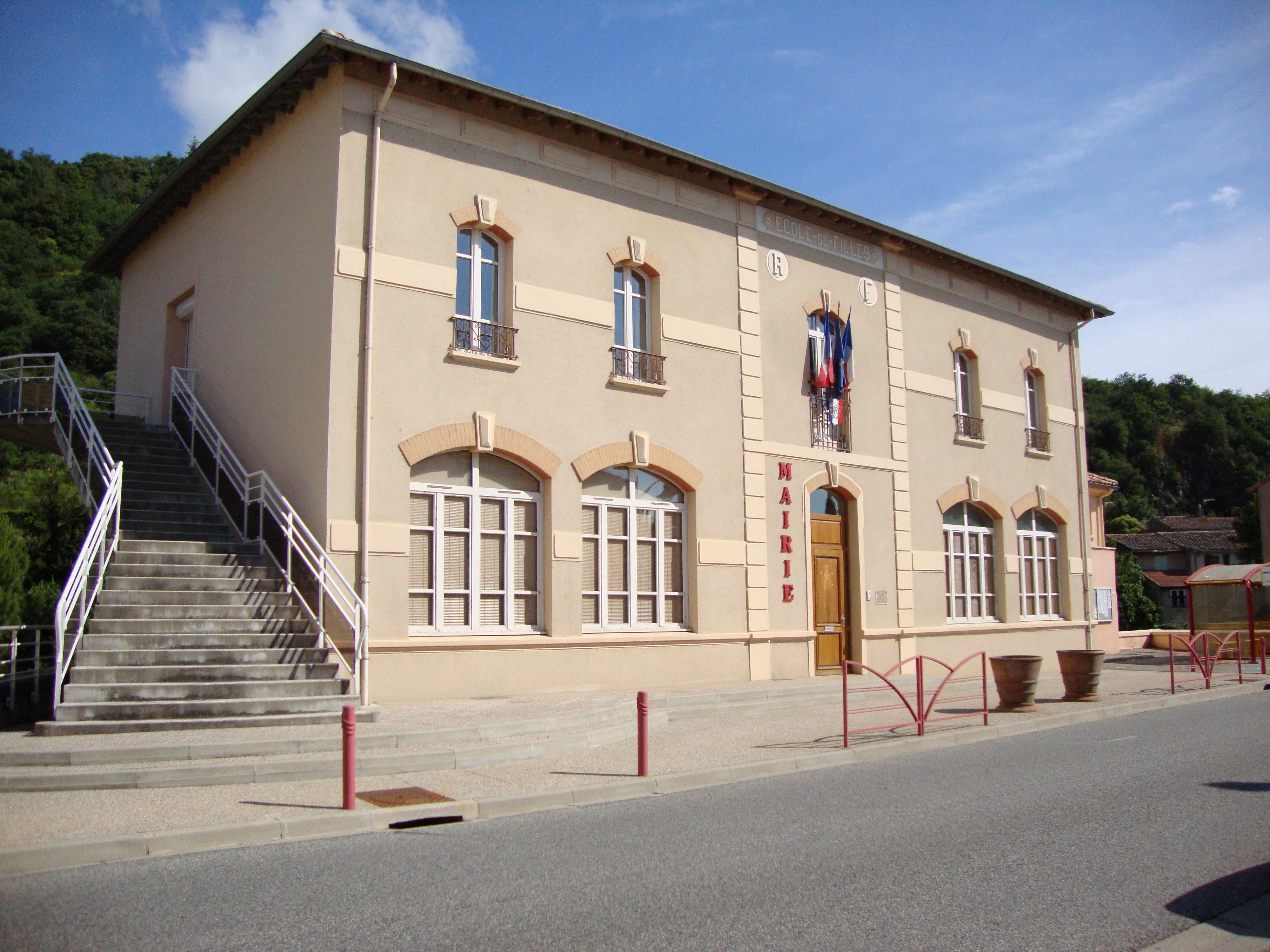
Мэрия и школа
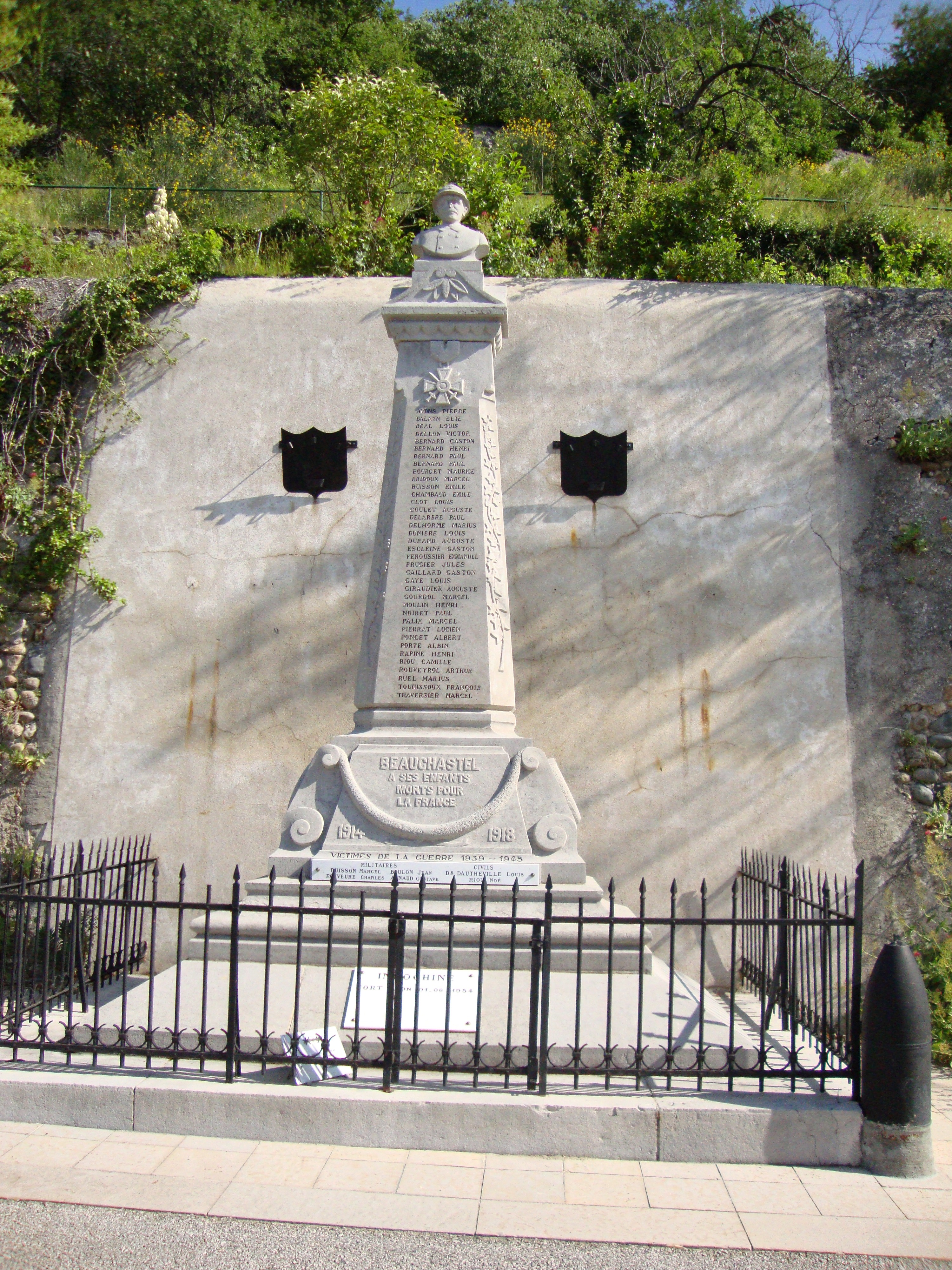
Памятник погибшим в Первой мировой войне